# Culture Caloosahatchee
La culture Caloosahatchee ou Calusa est une culture archéologique originaire de la côte du golfe du Mexique du Sud-Ouest de la Floride ayant existé entre les années 500 et 1750. Son territoire s’étendait de la côte de la baie d’Estero (en) (Floride) jusqu’à Charlotte Harbor et à l’intérieur des terres à mi-chemin du lac Okeechobee, la surface approximative de ce qui rassemble aujourd’hui les comtés de Charlotte et de Lee (Floride). Au temps des premiers contacts européens, la région de la culture Caloosahatchee formait le noyau du domaine des Calusa.

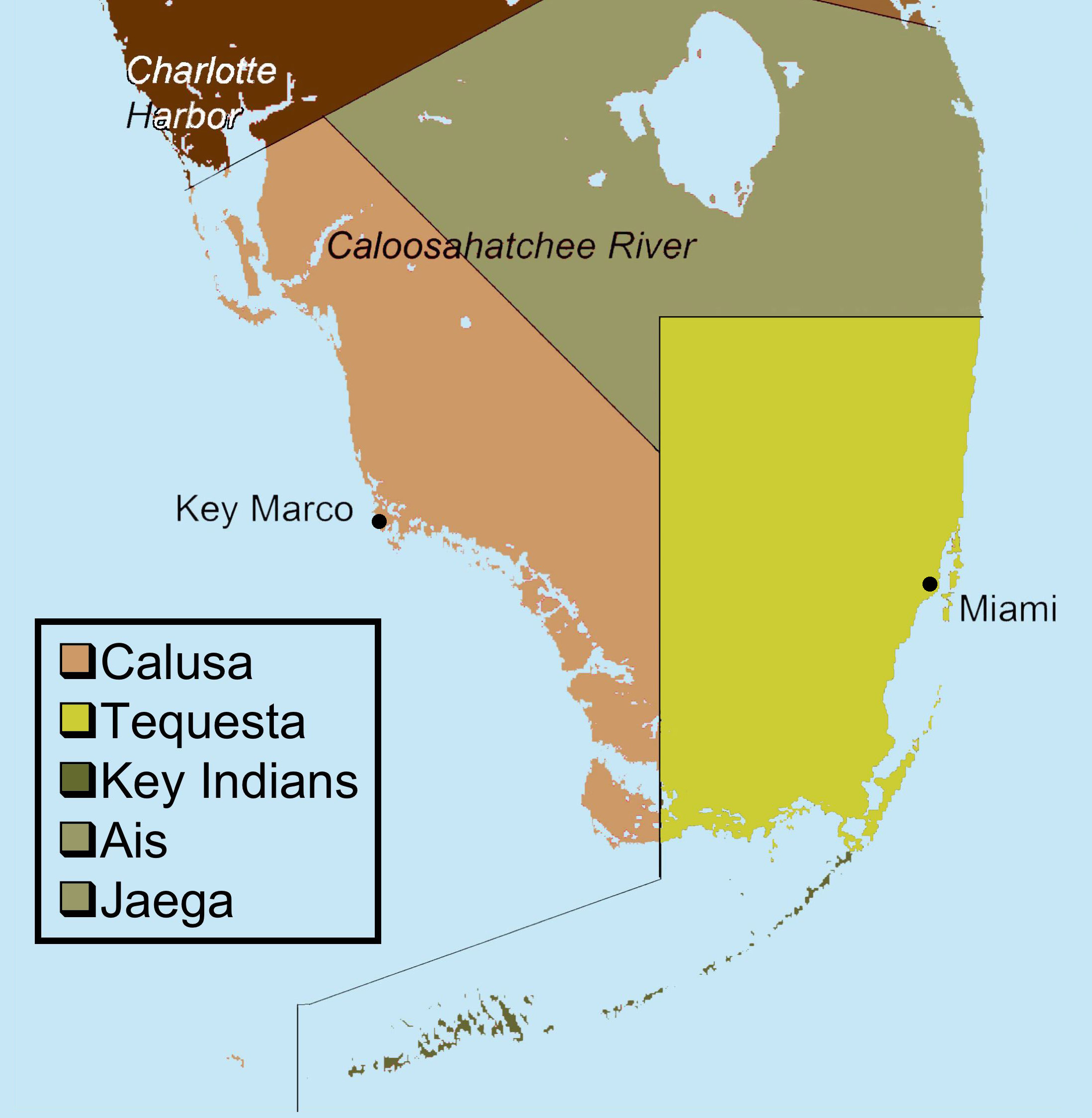
Anciens peuples autochtones du sud de la Floride.

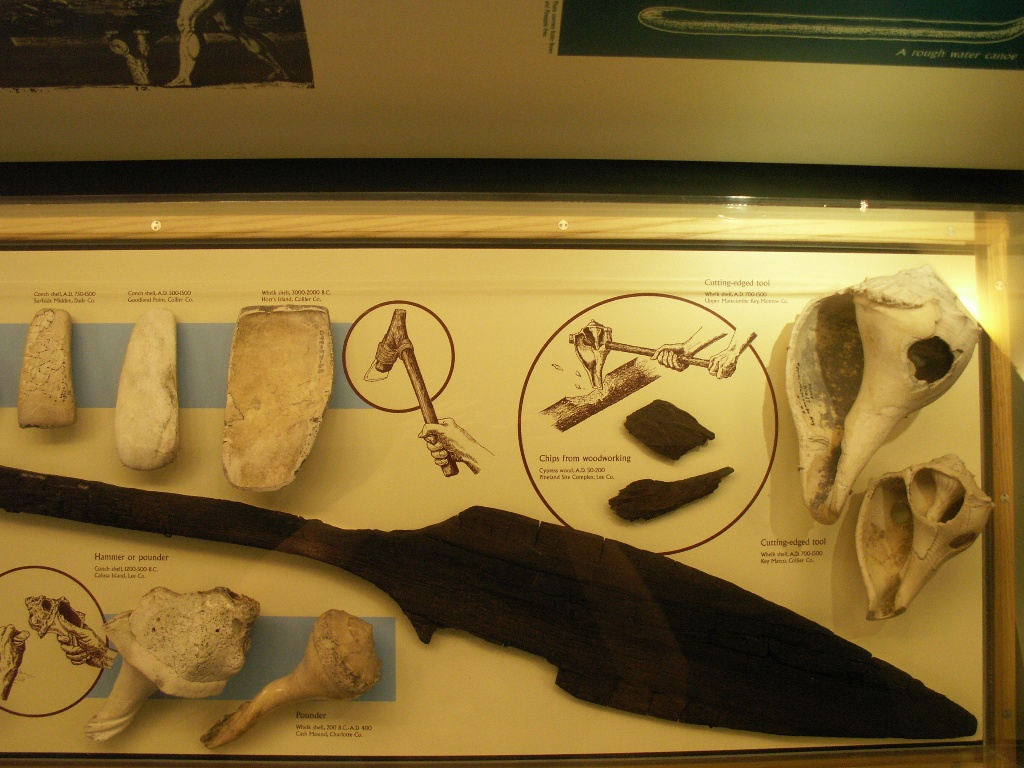
Une pagaie et des outils en coquillage utilisés par les Caloosahatchee. Musée d'histoire naturelle de Floride.

Quelques vestiges archaïques (en) ont été découverts dans la région de la culture Caloosahatchee, dont un site datant du début de la période archaïque. On y trouve des preuves de l’exploitation intensive des ressources aquatiques de Charlotte Harbor avant 3500 av. J.-C. De la poterie, dépourvue de toute décoration, appartenant au début de la culture des Clairières et datant d’environ 500 av J.-C. a été retrouvée dans la région. La poterie se distinguait de la tradition Glades développée dans la région Caloosahatchee autour des années 500 ap. J.-C., et une société complexe avec une haute densité de population s’est développée à partir de 800 ap. J.-C. Des périodes plus tardives de la culture Caloosahatchee sont définies par l’apparition de poterie d’autres traditions dans les archives archéologiques.
La côte de la région de la culture Caloosahatchee est un environnement estuarien très riche. Un vaste réseau de baies et de bras de mer sont protégés derrière des bancs de sable. Les rivières Caloosahatchee, Myakka (en) et Peace s’écoulent dans l’estuaire. De vastes zones de mangrove et d’herbier marin, provenant de la haute production biologique y poussent.
La population de la culture Caloosahatchee a construit des buttes. Quelques-unes dans les colonies Caloosahatchee étaient constituées d’amas d’ordures, tandis que d’autres ont été construites à partir d’amas coquillers et de matériaux terrestres. Les centaines de sites identifiés vont de simples amas de coquillages à des sites complexes avec des terrassements en plateformes, des places, des "cours d’eau", des chaussées, et des canaux. Le Mound Key (en) au milieu de la baie d’Estero, couvre 28 à 32 hectares et inclut des tertres atteignant les 9,4 m de haut. Un canal pénètre plus de la moitié du Mound Key, passant entre deux tertres et finissant dans un bassin inégalement rectangulaire.
80 % à 90 % de nourriture d’origine animale du peuple Caloosahatchee provenait du poisson. Des fruits de mer, comme du crabe étaient aussi consommés. Les composants mineurs de leur régime incluaient des cerfs de Virginie, d’autres mammifères, des oiseaux aquatiques comme des canards, des alligators d’Amérique, des tortues, des lamantins des caraïbes et des oursins. Les plantes comestibles cueillies incluaient des racines comestibles diverses, des fruits de pistachier lentisque, des figues de Barbarie de cactus, des fruits de palmiers, du raisin bord de mer, de l’Amourette[Lequel ?], et de l’Icaque.
Des outils et des décorations faites de bois, d’os, de pierre et de coquillages ont été découverts. Des roches perforées et des fils à plomb (fabriqués avec des roches rectangulaires aux rainures gravées tout autour) de calcaire ont certainement été utilisés comme poids pour filet de pêche. Des louches, des tasses, des petites cuillères, des perles, des outils coupants et des marteaux ont été fabriqués à partir de coquillages. Des alênes, des perles, des pendentifs, des broches, des colliers, des hameçons, et des pointes ont été fabriqués à partir d’ossements. Des tableaux cérémoniaux ont été gravés sur des pierres étrangères (certainement importées d’autres zones).
Bien qu’en dehors de la région Caloosahatchee, les vestiges trouvés à Key Marco (en) sont étroitement liés. Beaucoup d’objets et de cordages y ont été trouvés. Les cordages trouvés à Key Marco, probablement en fibre de palmier, étaient à la base utilisés comme filet de pêche. Les vestiges en bois trouvés à Key Marco tels que des masques, des sculptures d’animaux peintes, des tableaux gravés et peints et des jouets/maquettes de canoës.